# Мазур Іван Степанович
Іван Степанович Мазур (9 лютого 1892, село Скалева, тепер Новоархангельського району Кіровоградської області — 2 травня 1977, місто Тернопіль Тернопільської області) — український радянський діяч, лікар-окуліст, завідувач очного відділення Тернопільської обласної лікарні, заслужений лікар Української РСР. Депутат Верховної Ради УРСР 3—4-го скликань (1951—1959).

## Біографія
Народився у багатодітній селянській родині. У 1906 році закінчив із відзнакою 2-х класне міністерське училище в місті Новоархангельську Херсонської губернії. У 1910 році закінчив чотирикласну Київську військово-фельдшерську школу.
У 1910—1917 роках — військовий фельдшер російської імператорської армії, учасник Першої світової війни.
З 1917 року працював фельдшером у медичних закладах міста Києва. У 1918—1921 роках — фельдшер у Червоній армії.
У 1922 році закінчив Київський медичний інститут.
У 1924—1930 роках — лікар очної клініки Київського медичного інституту, лікар-окуліст лікувальних установ Червоного Хреста УСРР. У 1931—1934 роках — завідувач очного відділення Тульчинської міжрайонної лікарні на Вінниччині. До 1941 року — завідувач очного відділення Північно-Осетинської республіканської лікарні у місті Орджонікідзе.
З червня 1941 року — у Червоній армії, учасник німецько-радянської війни. Служив лікарем-ординатором, командиром операційно-перев'язувальної групи окремого медично-санітарного батальйону 1-ї окремої стрілецької дивізії Внутрішніх військ НКВС СРСР Північно-Кавказького фронту.
У 1945—1973 роках — завідувач очного відділення Тернопільської обласної лікарні. Організував курси перекваліфікації для лікарів-офтальмологів, Тернопільське обласне науково-медичне товариство лікарів, які очолював протягом багатьох років.
Потім — на пенсії у місті Тернополі. Похований на одній із центральних алей Тернопільського цвинтаря.

## Звання
- майор медичної служби

## Нагороди
- орден Червоної Зірки (19.05.1943)
- орден Трудового Червоного Прапора
- медалі
- заслужений лікар Української РСР (1956)